# Mary Norbert Körte
Pour les articles homonymes, voir Norbert et Korte.
Mary Norbert Körte, née en 1934 à San Francisco et morte le 14 novembre 2022, est une poétesse américaine appartenant au mouvement de la Beat generation.

## Biographie
Issue d'une famille très catholique, Mary Norbert Körte mène une jeunesse pieuse. Après avoir obtenu son diplôme à la fin du lycée, elle entre au couvent St.Rose de San Francisco à dix-huit ans. Elle poursuit ses études au couvent et obtient un master de latin.
En 1965, à l'âge de 31 ans, elle se rend à la Conférence poétique de Berkeley, où elle peut voir se produire Robert Creeley, Jack Spicer, Robert Duncan, Charles Olson, Allen Ginsberg ou Gary Snyder ; cet évènement bouleverse sa vie. Elle se met à voler de la nourriture au couvent pour l'offrir aux poètes, et à écrire elle-même. Elle est ainsi décrite dans l'article The San Francisco Oracle: A Brief History par Allen Cohen: 
« Sœur Mary Norbert était une excellente poétesse ainsi qu'une nonne plutôt peu orthodoxe. Elle escaladait la fenêtre de son couvent la nuit et se rendait chez les poètes pour discuter, lire et planer. Nous cuisinions des gâteaux à la marijuana et lui donnions pour qu'elle les emmène au couvent. »
Trois ans plus tard, elle quitte le couvent et obtient un poste au sein du département de psychologie de l'université de Californie.
En 1972, elle  obtient une bourse d'un Fonds national et se retire pour vivre dans une forêt de séquoias, dans le comté de Mendocino. À son travail d'écriture s'ajoute un activisme écologiste ainsi que sa participation à l'organisation à but non lucratif des Poètes/Enseignants de Californie. Au milieu des années 1990, elle cesse sa participation à cette organisation et se consacre à l'écologie, tout en enseignant dans l'université d'une réserve indienne. 
Ses archives, comprenant sa correspondance, ses manuscrits, des textes imprimés et autres documents, sont déposées et consultables au département des livres rares, collections particulières et conservation de la bibliothèque River Campus, à l'université de Rochester (État de New York).
Mary Norbert Körte fait partie de l'anthologie Beat attitude: Femmes poètes de la Beat generation, parue en France en 2018. La notice biographique qui lui est consacrée précise: « La poésie de cette femme qui vit en accord avec ses idées, retirée dans la forêt de Redwood, est une ode contemplative à la lenteur. Qu'elle fasse entendre le son de la pluie sur son toit ou qu'elle évoque les arbres et les cerfs comme s'ils étaient des êtres humains, Marie Norbert Körte confère à l'écologie une dimension profondément spirituelle ».

## Publications
- Hymn To The Gentle Sun, 1967
- Beginning of Lines,1968
- The Midnight Bridge, 1970
- Fourth Annual Poem Against War, Auerhan Press, 1971
- Mammals of Delight, Corinth Press, 1978